# Machine de traçage par extrusion

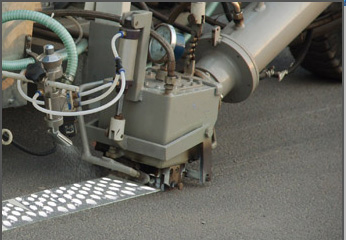
Machine de traçage routier, marquage par extrusion

Parmi les techniques de traçage des marquages routiers, la machine de traçage par extrusion est parmi les plus utilisées pour l’application des enduits à chaud. Le produit est répandu par un appareil conçu sur le principe de la vis sans fin.

## Composition de la machine
Un chauffage préalable, entre 160 ° et 180 °C, des thermoplastiques dans des malaxeurs fondoirs doit être réalisé à bord de remorques ou de camions accompagnateurs de chantier. Ensuite, le produit peut être appliqué sur la chaussée au moyen de trois techniques : coulée, projetée, extrudée (appelée aussi rideau).
Dans le cas des machines de traçage à extrusion, le produit est véhiculé par une pompe d'extrusion (technique de la vis sans fin). Cette dernière alimente une "tête" d'extrusion à largeur variable, qui permet la formation d'un film que l'on pose sur la chaussée sans qu'aucune partie ne frotte sur le support contrairement à l'application coulée. Cette technique permet une grande vitesse d'application ainsi qu'une bonne définition du marquage.

## Fabricants
- Hoffman, fabricant allemand[2] ;
- Hvban, fabricant chinois[3].